# Brottning vid olympiska sommarspelen 1972
Brottningen vid olympiska sommarspelen 1972 hölls i München och var uppdelat i två discipliner; grekisk-romersk stil och fristil. Tävlingarna var endast öppna för män. 

## Medaljer

### Medaljsummering
| Plac. | Land            | Guld | Silver | Brons | Totalt antal medaljer |
| ----- | --------------- | ---- | ------ | ----- | --------------------- |
| 1     | Sovjetunionen   | 9    | 4      | 1     | 14                    |
| 2     | USA             | 3    | 2      | 1     | 6                     |
| 3     | Bulgarien       | 2    | 4      | 2     | 8                     |
| 4     | Japan           | 2    | 2      | 0     | 4                     |
| 5     | Rumänien        | 2    | 0      | 2     | 4                     |
| 6     | Ungern          | 1    | 0      | 4     | 5                     |
| 7     | Tjeckoslovakien | 1    | 0      | 0     | 1                     |
| 8     | Iran            | 0    | 1      | 1     | 2                     |
| 8     | Sverige         | 0    | 1      | 1     | 2                     |
| 8     | Västtyskland    | 0    | 1      | 1     | 2                     |
| 8     | Jugoslavien     | 0    | 1      | 1     | 2                     |
| 12    | Östtyskland     | 0    | 1      | 0     | 1                     |
| 12    | Grekland        | 0    | 1      | 0     | 1                     |
| 12    | Mongoliet       | 0    | 1      | 0     | 1                     |
| 12    | Turkiet         | 0    | 1      | 0     | 1                     |
| 16    | Italien         | 0    | 0      | 2     | 2                     |
| 16    | Polen           | 0    | 0      | 2     | 2                     |
| 18    | Finland         | 0    | 0      | 1     | 1                     |
| 18    | Nordkorea       | 0    | 0      | 1     | 1                     |

## Medaljtabell

### Fristil, herrar
| Klass                     | Guld                               | Silver                              | Brons                              |
| Lätt flugvikt Detaljer... | Roman Dmitriyev · Sovjetunionen    | Ognyan Nikolov · Bulgarien          | Ebrahim Javadi · Iran              |
| Flugvikt Detaljer...      | Kiyomi Kato · Japan                | Arsen Alakhverdiyev · Sovjetunionen | Kim Gwong-Hyong · Nordkorea        |
| Bantamvikt Detaljer...    | Hideaki Yanagida · Japan           | Richard Sanders · USA               | László Klinga · Ungern             |
| Fjädervikt Detaljer...    | Zagalav Abdulbekov · Sovjetunionen | Vehbi Akdağ · Turkiet               | Ivan Krastev · Bulgarien           |
| Lättvikt Detaljer...      | Dan Gable · USA                    | Kikuo Wada · Japan                  | Ruslan Ashuraliyev · Sovjetunionen |
| Weltervikt Detaljer...    | Wayne Wells · USA                  | Jan Karlsson · Sverige              | Adolf Seger · Västtyskland         |
| Mellanvikt Detaljer...    | Levan Tediashvili · Sovjetunionen  | John Peterson · USA                 | Vasile Iorga · Rumänien            |
| Lätt tungvikt Detaljer... | Ben Peterson · USA                 | Gennadi Strakhov · Sovjetunionen    | Károly Bajkó · Ungern              |
| Tungvikt Detaljer...      | Ivan Yarygin · Sovjetunionen       | Khorloogiin Bayanmönkh · Mongoliet  | József Csatári · Ungern            |
| Supertungvikt Detaljer... | Alexander Medved · Sovjetunionen   | Osman Duraliev · Bulgarien          | Chris Taylor · USA                 |

### Grekisk-romersk stil, herrar
| Klass                     | Guld                                 | Silver                             | Brons                       |
| Lätt flugvikt Detaljer... | Gheorghe Berceanu · Rumänien         | Rahim Aliabadi · Iran              | Stefan Angelov · Bulgarien  |
| Flugvikt Detaljer...      | Petar Kirov · Bulgarien              | Koichiro Hirayama · Japan          | Giuseppe Bognanni · Italien |
| Bantamvikt Detaljer...    | Rustam Kazakov · Sovjetunionen       | Hans-Jürgen Veil · Västtyskland    | Risto Björlin · Finland     |
| Fjädervikt Detaljer...    | Georgi Markov · Bulgarien            | Heinz-Helmut Wehling · Östtyskland | Kazimierz Lipień · Polen    |
| Lättvikt Detaljer...      | Shamil Khisamutdinov · Sovjetunionen | Stoyan Apostolov · Bulgarien       | Gian-Matteo Ranzi · Italien |
| Weltervikt Detaljer...    | Vítězslav Mácha · Tjeckoslovakien    | Petros Galaktopoulos · Grekland    | Jan Karlsson · Sverige      |
| Mellanvikt Detaljer...    | Csaba Hegedűs · Ungern               | Anatoly Nazarenko · Sovjetunionen  | Milan Nenadić · Jugoslavien |
| Lätt tungvikt Detaljer... | Valeri Rezantsev · Sovjetunionen     | Josip Čorak · Jugoslavien          | Czesław Kwieciński · Polen  |
| Tungvikt Detaljer...      | Nicolae Martinescu · Rumänien        | Nikolai Yakovenko · Sovjetunionen  | Ferenc Kiss · Ungern        |
| Supertungvikt Detaljer... | Anatoly Roshchin · Sovjetunionen     | Alexander Tomov · Bulgarien        | Victor Dolipschi · Rumänien |